# Arthur Berson

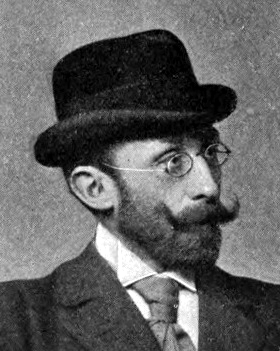
Arthur Berson

Josef Arthur Stanislaus Berson (auch: Joseph Arthur Stanislaus Berson; * 6. August 1859 in Neu-Sandez, Galizien; † 3. Dezember 1942 in Berlin) war ein deutscher Meteorologe und Wegbereiter der Aerologie. Er war in den 1890er Jahren ein Hauptakteur der Berliner wissenschaftlichen Luftfahrten und führte am 31. Juli 1901 mit Reinhard Süring eine Ballonfahrt in die bis dahin unerreichte Höhe von 10.800 m aus, was zur Entdeckung der Stratosphäre führte. Die Resultate seiner aerologischen Expedition nach Ostafrika im Jahre 1908 beeinflussten wesentlich die weitere Entwicklung der Klimatologie.

## Leben

### Frühe Jahre
Arthur Berson wurde 1859 als Sohn des jüdischen Rechtsanwalts und langjährigen Ratsherrn von Neu-Sandez Leon Berson geboren. Schon als Kind begeisterte er sich für die Geographie und träumte davon, ferne Länder zu bereisen. Nach dem Besuch des Gymnasiums in Neu-Sandez ließ ihn sein außergewöhnliches Sprachtalent – er beherrschte später sechs lebende Sprachen fließend – zunächst moderne Philologie in Wien studieren. 1882 legte er das österreichische Oberlehrerexamen ab. 1885 bestand er in London das Examen des College of Preceptors, was ihm erlaubte, auch im Ausland, in England und auf Malta, als Lehrer tätig zu sein. 1887 gab er seine Stellung auf, um an der Friedrich-Wilhelms-Universität Berlin Geographie und Meteorologie zu studieren, unter anderem bei Ferdinand von Richthofen und Wilhelm von Bezold.

### Berliner wissenschaftliche Luftfahrten

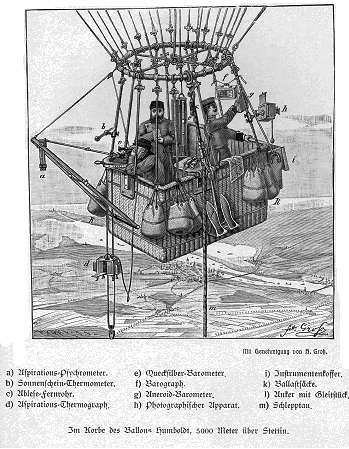
Ballon Humboldt mit Berson, Aßmann und Groß, Zeichnung von Hans Groß

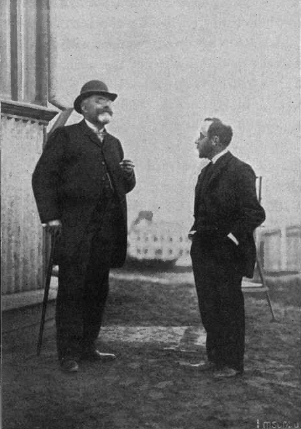
Arthur Berson mit Richard Aßmann (links)

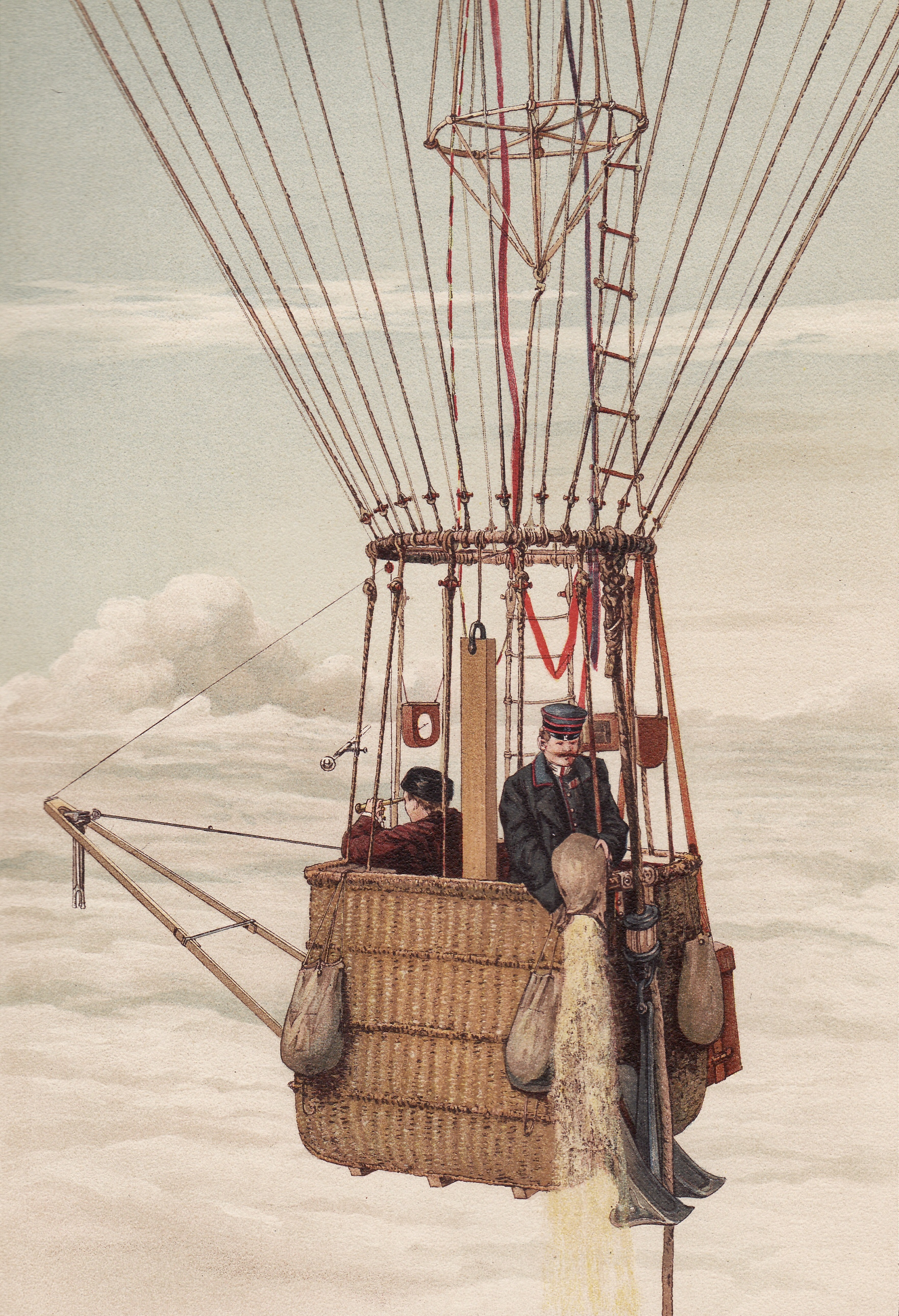
Ballonkorb des Phoenix mit Berson (links) und Groß, Zeichnung von Hans Groß

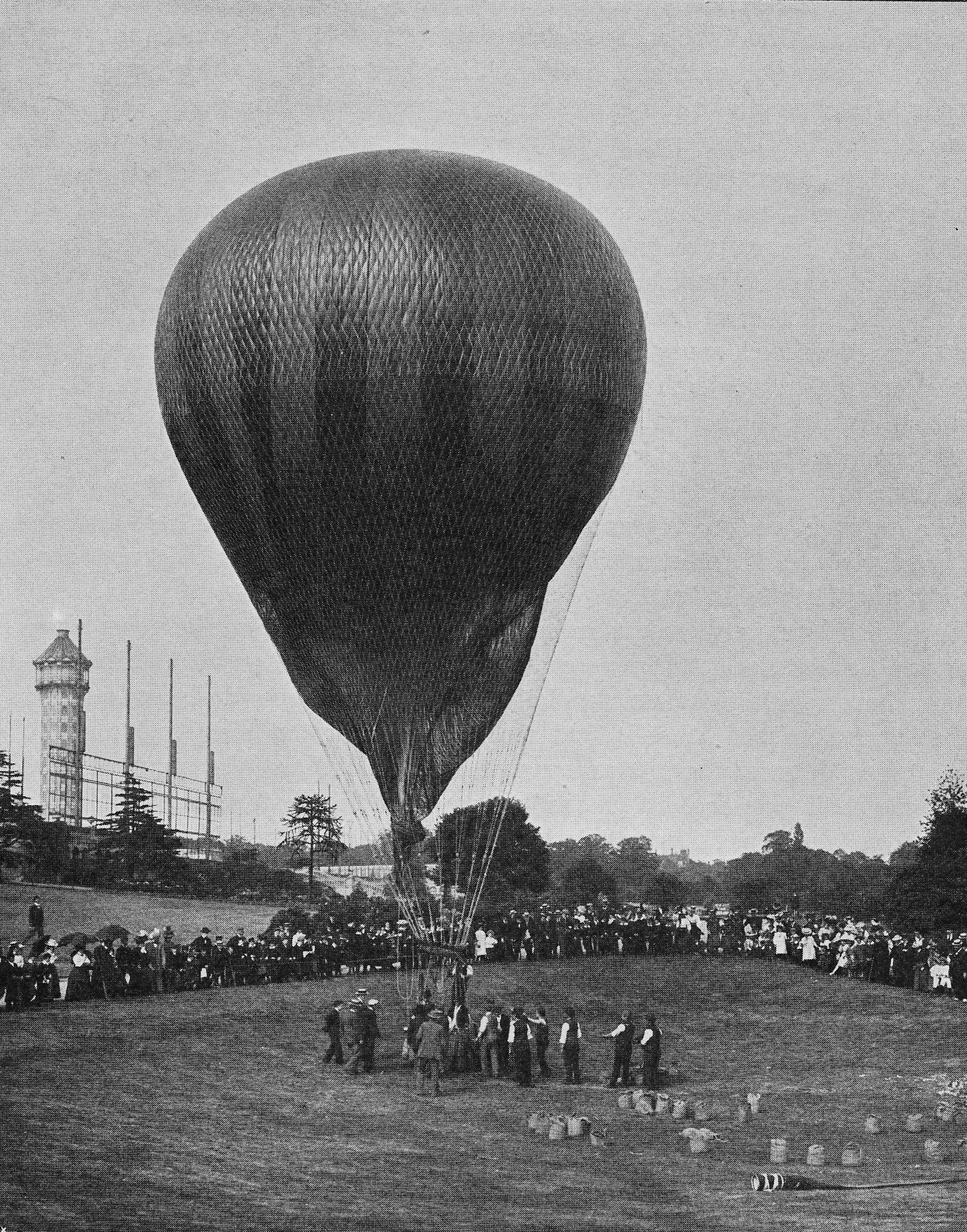
Bersons Aufstieg mit dem Excelsior 1898 im Crystal Palace Park

Am 2. Juni 1888 hielt von Bezold vor dem Deutschen Verein zur Förderung der Luftschifffahrt eine Festrede zum Thema Die Bedeutung der Luftschifffahrt für die Meteorologie. Das darin vorgestellte Programm wurde im darauffolgenden Jahrzehnt durch die Berliner wissenschaftlichen Luftfahrten umgesetzt, deren Organisator Richard Aßmann, Professor am Berliner Meteorologischen Institut, war. Als Berson am 1. April 1890 Assistent Aßmanns wurde, hatte die Serie der sogenannten vorbereitenden Luftfahrten bereits begonnen. Er nahm erstmals an der 4. Luftfahrt als meteorologischer Beobachter im Ballon M. W. teil. In der Folgezeit wurde er der Hauptakteur der Berliner wissenschaftlichen Luftfahrten und hatte an deren Gelingen einen herausragenden Anteil. An 50 der insgesamt 65 bemannten Ballonaufstiege nahm er als Observator teil, 19-mal war er gleichzeitig Ballonführer, eine Rolle, die gewöhnlich von Offizieren der preußischen Luftschifferabteilung wahrgenommen wurde.
Am 4. Dezember 1894 unternahm Berson eine Alleinfahrt mit dem Wasserstoffballon Phönix. Von Leopoldshall bei Staßfurt aufsteigend erreichte der Ballon innerhalb von 2,5 Stunden eine Höhe von 9155 m ü. NN. Berson maß eine Temperatur von −47,9 °C und konnte der Wirkung des geringen Luftdrucks nur durch Atmung von reinem Sauerstoff widerstehen. Nach 6,5 Stunden endete die Fahrt in der Nähe von Schönwohld westlich von Kiel. Vor Berson hatte niemand eine solche Höhe erreicht, was ihm den Beinamen „der höchste Mensch“ eintrug.
In den 1890er Jahren gab es erste Anfänge einer stärkeren internationalen Zusammenarbeit in der Aerologie. So nahm Berson bereits 1893 an Simultanaufstiegen mit Salomon Andrée in Stockholm und Michail Pomortzeff in Sankt Petersburg teil. Am 15. September 1898 stieg er im Crystal Palace Park mit Stanley Spencer im englischen Ballon Excelsior zeitgleich mit Reinhard Süring in Berlin auf, um nachzuweisen, dass die Temperatur in den höheren Atmosphärenschichten über Großbritannien mit denen auf dem europäischen Festland vergleichbar ist. Ältere und, wie sich herausstellte, unzuverlässige Temperaturmessungen James Glaishers hatten für die Britischen Inseln deutlich höhere Temperaturen ergeben.
Die Berliner wissenschaftlichen Luftfahrten endeten mit der Herausgabe eines dreibändigen Berichts durch Aßmann und Berson in den Jahren 1899 und 1900. Aus Bersons Feder stammt etwa die Hälfte des Inhalts. Seine Beschreibung der Schichtung der unteren Troposphäre ähnelt bereits stark der viel später von Karl Schneider-Carius (1896–1959) systematisch entwickelten Konzeption einer troposphärischen Grundschicht.
Berson betätigte sich aktiv im Deutschen Verein zur Förderung der Luftschifffahrt und war dessen Schriftführer. Von 1896 bis 1899 redigierte er die Zeitschrift für Luftfahrt und Physik der Atmosphäre. 1897 veröffentlichte er hier seinen letzten Warnruf an Salomon Andrée, als dieser sich anschickte, den Nordpol mit dem Freiballon zu überfliegen. Berson stand dem Unternehmen entschieden kritisch gegenüber und hatte es bereits 1895 „nicht viel besser als sicherer Selbstmord“ genannt. Andrées Polarexpedition endete im Oktober 1897 tragisch mit dem Tod der drei Teilnehmer, deren letztes Lager auf der Insel Kvitøya erst 1930 gefunden wurde. Berson schrieb für die Zeitschrift Die Woche einen würdigenden Nachruf.
Berson beschäftigte sich in dieser Zeit intensiv mit dem möglichen Nutzen des Ballons für die geografische Forschung. In einem Vortrag vor der Berliner Gesellschaft für Erdkunde fasste er seine Visionen am 7. Dezember 1895 zusammen. So propagierte er zum Beispiel den Einsatz von Fesselballons auf Schiffsreisen in Polargebiete, „wo schon der Überblick über die Eisverhältnisse auf 60 bis 80 km ungemein wertvoll werden kann“. Gekürzt wurde der Beitrag auch im renommierten Geographical Journal veröffentlicht, so dass er breite Resonanz fand. Verschiedene Polarforscher setzten Bersons Idee in die Tat um, wie Robert Falcon Scott auf der Discovery-Expedition (1901–1904) und Evelyn Baldwin auf der Baldwin-Ziegler-Expedition (1901–1902). Auch Erich von Drygalskis Gauß-Expedition (1901–1903) in die Antarktis führte einen Fesselballon mit.

### Aeronautisches Observatorium Berlin-Tegel

#### Pläne für eine große aerologische Expedition
Bersons wissenschaftliche Herangehensweise war die eines technischen Physikers. Er betrachtete die Meteorologie als eine Physik der Atmosphäre. Sein Ziel war es, den Kreislauf der Atmosphäre unter verschiedenen Breiten mittels Registrierballons und den vom Amerikaner Abbott Lawrence Rotch seit 1894 eingeführten Wetterdrachen zu studieren. Als Berson am 1. April 1900 Hauptobservator am neu gegründeten Aeronautischen Observatorium in Berlin-Tegel wurde, dessen Direktor Richard Aßmann war, hatte er dazu bereits einen vollständigen Plan ausgearbeitet. Dieser sah aerologische Sondierungen, die bis dahin nur in Europa und Nordamerika vorgenommen worden waren, über weiteren Gebieten der Erde vor. Dazu sollten zwei Meteorologen eine Expeditionsreise unternehmen und mit Hilfe Einheimischer Drachenaufstiege durchführen. Als Stationen waren gedacht: Neapel für das Mittelmeerklima, ein Ort in Ägypten für das subtropische Wüstenklima, Aden für das tropische Trockenklima, Ceylon für den Südwest- und Batavia für den Nordwestmonsun und auf der Rückreise noch einmal Ceylon nunmehr für den Nordostmonsun. Die Ausführung des Plans scheiterte zunächst daran, dass Berson als nicht tropentauglich eingeschätzt wurde. Daraufhin schlug Berson eine einjährige Schiffsexpedition vor, auf der die atlantischen Passate und indischen Monsune mit Hilfe von Wetterdrachen studiert werden sollten. An den veranschlagten Kosten von 300.000 Mark scheiterte auch dieses Projekt.

#### Die erste Ostseeüberquerung
Auch nach Abschluss der Berliner Luftfahrten fanden, wenn auch seltener, bemannte wissenschaftliche Ballonfahrten statt. Zwischen 1900 und 1905 führte Berson insgesamt 49 Freiballonfahrten durch. Dabei gelang ihm am 10. Januar 1901 eine weitere Pioniertat. Nach dem Start in Berlin hatte ein starker Südwind den mit Berson und dem Artillerieoffizier Alfred Hildebrandt besetzten Ballon innerhalb von fünf Stunden bis nach Stralsund geführt. In Anbetracht des noch reichlich vorhandenen Ballasts entschieden die Ballonfahrer, die Fahrt über die Ostsee fortzusetzen. Sie landeten schließlich bei Markaryd in Schweden und hatten damit die erste Ostseeüberquerung mit dem Freiballon vollbracht.

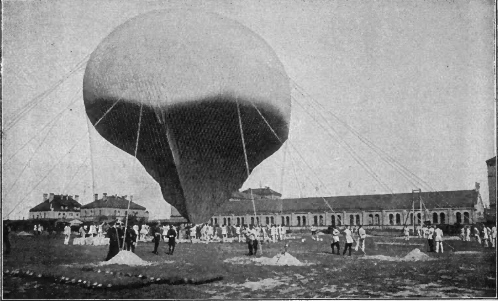
Der Ballon Preussen während der Befüllung mit Wasserstoff am 31. Juli 1901

#### Die Rekordfahrt vom 31. Juli 1901
Die Berliner wissenschaftlichen Luftfahrten hatten der Meteorologie die dritte Dimension erschlossen und eine Reihe neuer Erkenntnisse gebracht. Sie hatten aber auch neue Fragen aufgeworfen. Mit unbemannten Registrierballons war in Höhen über 10 km eine Konstanz oder gar ein Anstieg der Temperatur gemessen worden. Ähnliche Beobachtungen hatte auch Léon-Philippe Teisserenc de Bort in Trappes bei Paris gemacht. Es entstand der Wunsch, die Zuverlässigkeit der automatischen Messungen in diesen Höhen durch einen bemannten Ballonaufstieg zu überprüfen. Zunächst stand in Berlin aber kein geeigneter Ballon zur Verfügung. Erst als der Potsdamer Bauunternehmer Carl Enders dem Aeronautischen Observation den Ballon Preussen mit einem Fassungsvermögen von 8400 Kubikmetern zum Geschenk machte und Kaiser Wilhelm II. die Summe von 10.000 Mark für das Unternehmen zur Verfügung stellte, konnten die Vorbereitungen beginnen.
Man war sich der persönlichen Risiken für die Ballonfahrer beim geplanten Aufstieg bewusst. Deshalb fand die Erprobung des Preussen durch Berson und Süring in Anwesenheit des österreichischen Arztes Hermann von Schrötter statt, eines Fachmanns auf dem Gebiet der Höhenkrankheit. Am 11. Juli 1901 wurde der Ballon mit Leuchtgas befüllt und erreichte auf der Fahrt von Berlin nach Pirmasens eine Höhe von 7450 m.
Die Hauptfahrt fand am 31. Juli 1901 statt. Nachdem der Aufstieg um 6 Uhr beschlossen worden war, wurde der Preussen auf dem Tempelhofer Feld bei Berlin innerhalb von 4,5 Stunden mit 5.400 Kubikmetern Wasserstoff befüllt und beladen. Der Aufstieg begann um 10:50 Uhr. In einer Höhe von 6000 m begannen die Ballonfahrer mit der Sauerstoffatmung durch Schläuche, die mit den mitgeführten Sauerstoffflaschen verbunden waren. Oberhalb von 10.000 m wurden beide Meteorologen bewusstlos, nachdem Berson eine Höhe von 10.500 m registriert und Wasserstoff durch mehrmaliges Ziehen der Ventilleine abgelassen hatte. Da der Ballon noch im Steigen begriffen war, schätzt man die letztlich erreichte Höhe auf 10.800 m ü. NN. Nach ihrem Erwachen konnten Berson und Süring den Ballon nach 7,5 Stunden Fahrt bei Briesen nördlich von Cottbus sicher landen.
Der Aufstieg hatte große wissenschaftliche Bedeutung: Die von Süring direkt abgelesenen Temperaturwerte stimmten auch in großen Höhen gut mit denen eines simultan gestarteten Registrierballons überein. Aßmann hatte daher keinen Grund mehr, den mit Hilfe unbemannter Freiballons gemessenen Temperaturen zu misstrauen. Das führte direkt zur Entdeckung der Stratosphäre durch Aßmann und Teisserenc de Bort im Jahre 1902. Der von Berson und Süring aufgestellte Höhenrekord hatte als FAI-Rekord für Ballons dreißig Jahre Bestand, bis Auguste Piccard und Paul Kipfer (1905–1980) am 27. Mai 1931 in der hermetisch abgedichteten Gondel ihres Stratosphärenballons FNRS-1 die Höhe von 15.781 m erreichten. Bereits 1927 war Hawthorne C. Gray mit einem Ballon bis auf 12.945 m aufgestiegen, war aber dabei ums Leben gekommen, so dass sein Rekord von der FAI nicht anerkannt wurde. Schon 1923 erreichte Joseph Sadi-Lecointe in einer NiD.40R, mit 11.145 m einen neuen FAI-Höhenrekord für Flugzeuge.

#### Sportliche Rekorde
Waren die Ballonfahrten Bersons auch wissenschaftlich motiviert, so interessierte ihn die sportliche Seite der Aeronautik durchaus. Bereits im Juli 1894 hatte er mit einer 515 Kilometer weiten Fahrt im Phönix von Berlin nach Troldhede in Dänemark einen deutschen Streckenrekord für Freiballons aufgestellt. Die Fahrtdauer von 18:35 Stunden war gleichzeitig deutscher Dauerfahrtrekord. Letzteren verbesserte er im Juni 1900 gemeinsam mit Süring auf 20:08 Stunden. Im November 1901 holte er sich gemeinsam mit Hermann Elias den deutschen Streckenrekord zurück, der zwischenzeitlich im Besitz von Hans Bartsch von Sigsfeld gewesen war. Am 9. und 10. Januar 1902 fuhr er mit Elias über 1.470 Kilometer von Berlin nach Pyrjatyn in der östlichen Ukraine. Diese Fahrt stellte erneut einen Streckenrekord, mit einer Fahrtzeit von 28:47 Stunden aber auch den Dauerrekord dar.

#### Im Dienste der Luftfahrtmedizin
Die Rekordfahrt mit Süring hatte ein weiteres Mal gezeigt, welch enormen Gefahren sich Ballonfahrer in großen Höhen aussetzten. Berson unterstützte deshalb den Fortschritt der sich entwickelnden Luftfahrtmedizin mit persönlichem Einsatz. Am 21. Juni 1902 unternahm er eine Ballonfahrt mit den Pionieren dieses Zweigs der Medizin, Hermann von Schrötter und Nathan Zuntz, die Aufschlüsse über die zweckmäßige Art der Sauerstoffatmung suchten. Der Ballon bewegte sich dabei in einer durchschnittlichen Höhe von 5200 m. Berson stellte sich von Schrötter auch für medizinische Experimente in der pneumatischen Kammer des Jüdischen Krankenhauses in Berlin zur Verfügung. Am 24. Juni 1903 stiegen Berson und von Schrötter auf 8800 m auf, um die Verwendung von Druckflaschen mit flüssigem Sauerstoff zu erproben.

#### Drachenaufstiege in der Arktis
Im Mai 1902 legten Berson und Rotch auf der dritten Konferenz der Internationalen Aeronautischen Kommission in Berlin gemeinsam einen Plan zur Erforschung der Atmosphäre über den Weltmeeren vor. Der Amerikaner hatte ein Jahr zuvor auf dem Atlantik erste vorbereitende Drachenaufstiege von Bord eines Schiffs durchgeführt. Die Kommission verabschiedete eine Resolution, die eine Schiffsexpedition in die ozeanische Passatregion ausdrücklich befürwortete. Während die Bemühungen um die Beschaffung der nötigen Geldmittel sich hinzogen, unternahm Berson einen ersten praktischen Schritt, um sich auf die Expedition vorzubereiten. Auf einer von Kapitän Wilhelm Bade veranstalteten Kreuzfahrt mit dem finnischen Dampfer Oihonna nach Spitzbergen ließ er im August 1902 gemeinsam mit Hermann Elias Wetterdrachen aufsteigen. Dies waren die ersten Untersuchungen der freien Atmosphäre unter Einsatz von Wetterdrachen in der Arktis. Mit Hermann Elias, dem Schweizer Vulkanologen Albert Brun (1857–1939) und zwei weiteren Passagieren der Oihonna gelang Berson die Erstbesteigung eines 922 m hohen Berges am Sassenfjord, der heute den Namen Albert Bruntoppen trägt.
Da es Berson auch diesmal nicht gelang, die zur Umsetzung seiner Pläne erforderlichen finanziellen Mittel zu beschaffen, war es schließlich Hugo Hergesell, der gemeinsam mit dem Fürsten von Monaco die Schiffsexpedition in die Passatregion unternahm.

### Aeronautisches Observatorium Lindenberg
1905 wechselte Berson an das von Aßmann neu gegründete Aeronautische Observatorium Lindenberg bei Beeskow. Zwischen den beiden Männern kam es zu einer wachsenden Entfremdung. Schon Ende 1905 war ihr persönliches Verhältnis irreparabel gestört. Im November schrieb Aßmann an Friedrich Schmidt-Ott im Kultusministerium: „Sie kennen im allgemeinen meine persönliche Antipathie gegen Berson, […] er entfremdet mir meine jungen Beamten, indem er ihnen schmeichelt und sie gegen mich aufhetzt. Dabei arbeitet er so gut wie nichts, was nicht ‚Sport‘ ist, und mein sehnlichster Wunsch ist, ihn auf anständige Art loszuwerden […].“ Trotzdem blieb Berson bis 1910 in Lindenberg.

#### Die Beobachtung der totalen Sonnenfinsternis am 30. August 1905
Auf Einladung der spanischen Militärluftschifffahrt nahm Berson am 30. August 1905 als Beobachter an einer Ballonfahrt in Burgos teil. Der Aufstieg erfolgte im 180 km breiten Totalitätsstreifen der an diesem Tag sich ereignenden Sonnenfinsternis. Mit im Korb waren der Leiter der spanischen Militärluftschifffahrt Oberstleutnant Pedro Vives Vich (1858–1938) als Ballonführer und ein spanischer Physiker. Berson wollte zwei Fragen klären: 1. ob die am Boden bei Sonnenfinsternissen beobachtete Temperaturerniedrigung um etwa zwei Grad auch in der Höhe zu beobachten wäre, und 2. ob sich – wie vom US-amerikanischen Meteorologen Henry Helm Clayton behauptet – in der Totalitätszone eine mit dem Kernschatten wandernde Zyklone mit ausströmender Luft bilde. Der Ballon befand sich während der 3 Minuten und 41 Sekunden dauernden totalen Finsternis in rund 4000 m Höhe. Berson konnte – wie von ihm erwartet – in dieser Höhe keine plötzliche Abkühlung messen. Die zweite Frage konnte er nicht mit Sicherheit beantworten, da er wegen der Wolkendecke zu wenig Bodensicht hatte. Zumindest bemerkte er von sich ändernden Luftströmungen nichts. Berson zeigte sich in einem Vortrag vor den Mitgliedern des Berliner Vereins für Luftschifffahrt tief beeindruckt von dem Naturschauspiel.

#### Die Aerologische Ostafrika-Expedition von 1908

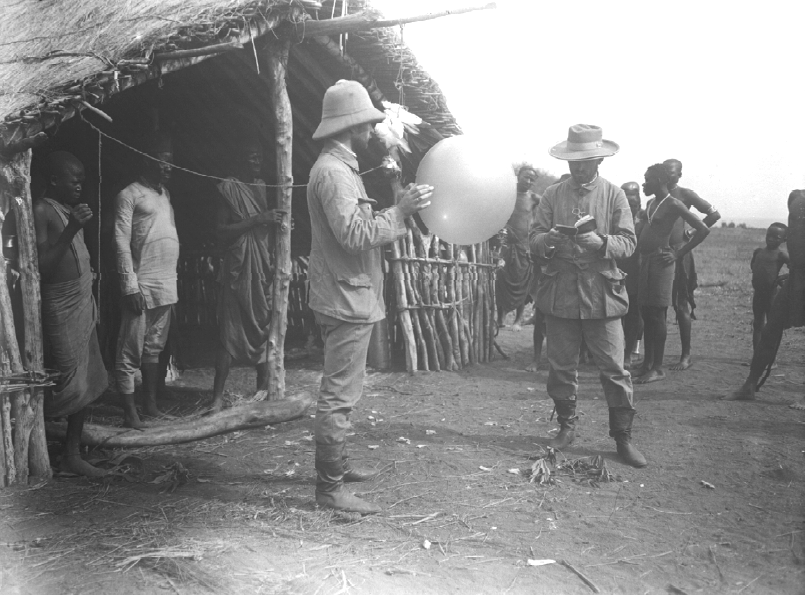
Aufstieg eines Pilotballons an der Moribucht im Osten des Viktoriasees

Berson hatte seine Expeditionspläne nicht aufgegeben, auch wenn Teile des Programms inzwischen von anderen abgearbeitet worden waren. Sein Ziel waren nun aerologische Studien der tropischen Kontinente und der Monsungebiete. Er plante eine Reihe simultan arbeitender Stationen von Deutsch-Ostafrika über die Seychellen und Malediven bis zum indischen Festland und dem Himalaja. Dieses Programm ließ sich allerdings nicht verwirklichen. Der Beginn der Expedition musste immer wieder verschoben, ihr Umfang gekürzt werden. Erst am 12. Juni 1908 verließ Berson in Begleitung von Hermann Elias Berlin. Von Ende Juli bis Anfang Dezember ließen sie Registrier- und Pilotballons sowie Wetterdrachen steigen, um die vertikale Temperatur- und Windverteilung über Ostafrika zu erforschen. Als Standorte für die Untersuchungen wählte Berson den Victoriasee und Daressalam. Zeitweise wurden Simultanaufstiege an beiden Orten durchgeführt. Abschließend wurden Sondierungen auf dem Indischen Ozean vor der Küste von Deutsch-Ostafrika vorgenommen.
Die Expedition war insgesamt sehr ergebnisreich und gilt heute als „Meilenstein der Geschichte der Meteorologie“. Berson konnte die Existenz der Stratosphäre in den Tropen nachweisen und feststellen, dass sie sehr viel höher liegt als in den gemäßigten Breiten. Dadurch werden in der oberen Troposphäre tiefere Temperaturen erreicht. Berson maß in 19.300 m Höhe nur noch −84,3 °C – die tiefste Temperatur, die bis dahin außerhalb eines Labors gemessen worden war. Bedeutend ist vor allem seine Entdeckung der heute nach ihm benannten Westwinde in über 18.000 m Höhe. Bis dahin hatte man aus Beobachtungen der Rauch- und Staubwolke des Krakatau nach dessen Ausbruch im Jahr 1883 geschlossen, dass in diesen Höhen stabile Ostwinde über der Äquatorialregion herrschen. Erst sechzig Jahre später konnte das Rätsel durch Richard Lindzen und James Reed Holton (1938–2004) gelöst werden. Die Berson-Westwinde versteht man heute ebenso wie die Krakatau-Ostwinde als Teil der quasi-biennalen Oszillation.
Im September überquerte die Expedition mit dem Dampfer Husseni erstmals den Victoriasee von Schirati nach Bukoba. Durch regelmäßige Lotungen wurde festgestellt, dass der Victoriasee eine Mulde mit etwa gleichmäßiger Tiefe von ca. 70 m bildet.

### Späte Jahre

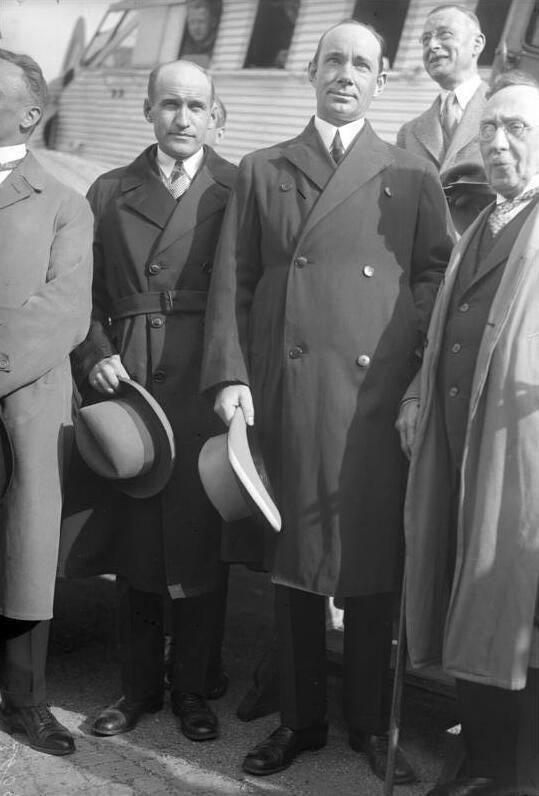
Arthur Berson (rechts) 1928 mit den Polarfliegern Carl Ben Eielson (links) und Hubert Wilkins

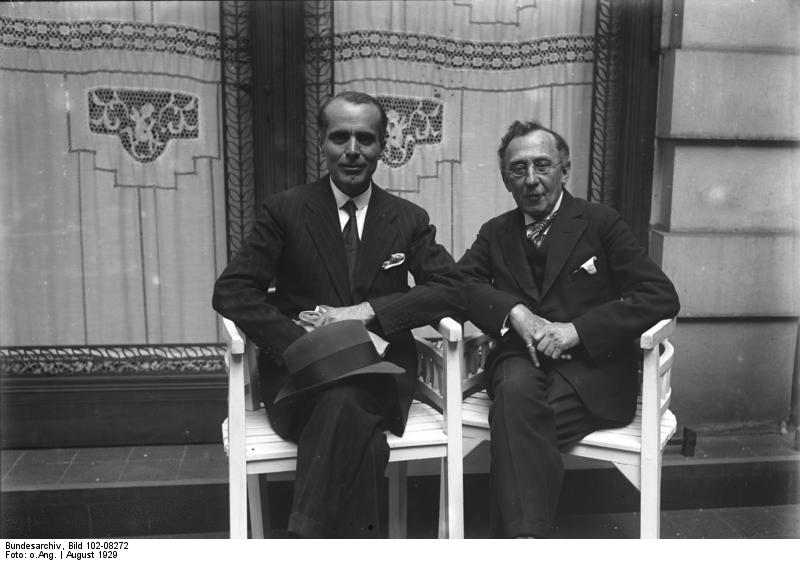
Arthur Berson (rechts) 1929 mit Umberto Nobile

1910 nahm Berson seinen Abschied und siedelte aus dem ungeliebten provinziellen Lindenberg zurück nach Berlin. Die Optische Anstalt C. P. Goerz in Friedenau hatte ein Jahr zuvor eine Abteilung für meteorologische und aeronautische Instrumente eingerichtet, deren wissenschaftliche Leitung Berson nun übernahm.
1912 gehörte Berson zu den Gründungsmitgliedern der Wissenschaftlichen Gesellschaft für Flugtechnik e. V. (WGF).
1913 unternahm er eine zweite aerologische Expedition in die Tropen. Er wollte den Ursprung der großen Regenmengen in Amazonien untersuchen. Es handelte sich allerdings nur um eine vorbereitende Expedition, die Hauptexpedition fand durch den Ausbruch des Ersten Weltkriegs nicht mehr statt.
1920 wurde Berson Mitarbeiter der Junkers-Werke in Dessau. Mit Hugo Junkers pflegte er freundschaftliche Beziehungen. Daneben war er Berater der Wissenschaftlichen Gesellschaft für Luftfahrt, dessen Vorstandsrat er angehörte.
1922 gehörte Berson dem vorbereitenden wissenschaftlichen Ausschuss zur Erforschung der Arktis mit Luftschiffen an. Gemeinsam mit Walther Bruns, der im Ersten Weltkrieg die Luftschiffe LZ 26 und LZ 97 kommandiert hatte, verfasste er die Denkschrift Das Luftschiff als Forschungsmittel in der Arktis, auf der 1924 die Gründung der Internationalen Studiengesellschaft zur Erforschung der Arktis mit Luftfahrzeugen (Aeroarctic) basierte. Berson war stellvertretender Generalsekretär im Gesamtvorstand der Aeroarctic und hatte dank seiner internationalen Kontakte großen Anteil daran, dass der zunächst rein deutschen Gesellschaft Persönlichkeiten anderer Nationen beitraten – ein wichtiger Schritt, um den Restriktionen zu entgehen, die der deutschen Luftfahrt durch den Versailler Vertrag auferlegt waren. Zur Vorbereitung der Arktisfahrt des LZ 127 Graf Zeppelin reiste er 1928 im Anschluss an die 2. Ordentliche Generalversammlung der Aeroarctic in Leningrad nach Murmansk. Berson redigierte die Zeitschrift der Aeroarctic, die unter dem Namen Arktis von 1928 bis 1931 im Justus Perthes Verlag erschien. Nach dem Tod Fridtjof Nansens wurde Berson 1930 neben Leonid Breitfuß und Walther Bruns Herausgeber der Zeitschrift.
Nach einem Schlaganfall verstarb Arthur Berson am 3. Dezember 1942. Seine Grabstätte auf dem Parkfriedhof Lichterfelde wurde am 18. November 1980 vom Berliner Senat zum Ehrengrab erklärt.

### Privates
Arthur Berson war zweimal verheiratet. Seine erste Ehefrau Helen B. Feininger (1873–1899) war die Tochter zweier angesehener deutsch-amerikanischer Musiker, des Konzertgeigers Karl Friedrich Feininger (1844–1922) sowie der Pianistin und Sängerin Elizabeth Cecilia Lutz. Ihr älterer Bruder war der Maler, Grafiker und Karikaturist Lyonel Feininger. Helen starb bereits im Januar 1899. Der gemeinsame Sohn Karl Leo Casimir wurde 1895 geboren.
1904 heiratete Berson die Schwedin Ruth Bergstrand (1879–1945). Mit ihr hatte er fünf Kinder, die 1904 geborenen Zwillinge Gustav Andreas Leo und Sophia Maria Katharina, die Tochter Karin und die Söhne Felicjan Andrzej und Sven. Felicjan Andrzej Berson (1912–2003) war ebenfalls Meteorologe und gehörte 1944 zum Team Sverre Petterssens, das Dwight D. Eisenhower dazu bewog, die Landung der Alliierten in Frankreich um einen Tag zu verschieben.
Berson war ein kulturinteressierter Mensch, der auch fremdsprachige Gedichte ins Deutsche übertrug. In seinem Haus in Lichterfelde verkehrten bedeutende Männer wie zum Beispiel Sven Hedin. Bekannt war er auch als leidenschaftlicher Schmetterlingssammler.

## Ehrungen
Die Königlich Niederländische Akademie der Wissenschaften ehrte Berson und Aßmann 1903 durch die Verleihung der Buys-Ballot-Medaille für die bedeutendste meteorologische Arbeit des zurückliegenden Dezenniums.
Zuvor hatte er von Kaiser Wilhelm II. 1900 für die Fertigstellung des Werks Wissenschaftliche Luftfahrten bereits den Roten Adlerorden IV. Klasse, 1901 für die Hochfahrt mit Süring den Kronenorden IV. Klasse und bei seiner Pensionierung zum 1. Januar 1910 den Kronenorden III. Klasse erhalten.
Zu Bersons 70. Geburtstag erschien 1929 ein ihm gewidmetes Sonderheft der Zeitschrift für Flugtechnik und Motorluftschiffahrt.
Am 24. August 2011 beschloss die Gemeindevertretung der Gemeinde Schönefeld, eine Straße im Eingangsbereich des Flughafens Berlin Brandenburg nach Arthur Berson zu benennen. Auch im Essener Stadtteil Nordviertel gibt es eine Bersonstraße.

## Werke (Auswahl)
- Arthur Berson: Kritische Bemerkungen zu Glaishers Luftfahrten. In: Zeitschrift für Luftschiffahrt 10, 1891, S. 281–286.
- Arthur Berson: Eine Reise in das Reich der Cirren. In: Das Wetter 12, 1895, S. 1–10.
- Arthur Berson: Geographisches aus dem Luftballon. In: Verhandlungen der Gesellschaft für Erdkunde zu Berlin 23, Heft 1, 1896, S. 49–58.
- Arthur Berson: In den Fußstapfen Glaishers. Eine Ballonfahrt in England. In: Das Wetter 15, 1898, S. 217–226.
- Richard Aßmann und Arthur Berson (Hrsg.): Wissenschaftliche Luftfahrten. Vieweg, Braunschweig 1899 (Band 1), 1900 (Band 2, 3).
- Arthur Berson: Die zweite Fahrt des „Humboldt“ am 14. März 1893 – 2. Uebersicht der meteorologischen Ergebnisse. In: Richard Aßmann (Hrsg.): Beiträge zur Erforschung der Atmosphäre mittels des Luftballons, Mayer und Müller, 1900, S. 113–134, Textarchiv – Internet Archive.
- Arthur Berson, Reinhard Süring: Die XV. Fahrt des Ballons „Phönix“ am 1. Juli 1895. In: Richard Aßmann (Hrsg.): Beiträge zur Erforschung der Atmosphäre mittels des Luftballons. Mayer und Müller, 1900, S. 134–159,  Textarchiv – Internet Archive.
- Arthur Berson, Reinhard Süring: Ein Ballonaufstieg bis 10500 m. In: Illustrirte Aeronautische Mitteilungen 4, 1901, S. 117–119, Textarchiv – Internet Archive.
- Arthur Berson, Hermann Elias: Bericht über Drachen-Aufstiege auf der Ostsee, den Norwegischen Gewässern und dem nördlichen Eismeere, ausgeführt bei Gelegenheit einer Urlaubsreise nach Spitzbergen, an Bord des Vergnügungsdampfers „Oihonna“ . In: R. Aßmann, A. Berson (Hrsg.): Ergebnisse der Arbeiten am Aeronautischen Observatorium, 1. Oktober 1901 bis 31. Dezember 1902, Braunschweig 1904, S. 1–20.
- Arthur Berson: Bericht über die aerologische Expedition des Königlichen Aeronautischen Observatoriums nach Ostafrika im Jahre 1908. Vieweg, Braunschweig 1910.
- Franz Weidert und Arthur Berson: Über Lichtsäulen an Mond und Sonne am 19. Mai 1910. In: Festschrift Optische Anstalt C. P. Goerz anlässlich der Feier ihres 25jährigen Bestehens 1886–1911, Berlin-Friedenau 1911, S. 163–170.
- Arthur Berson: Ergebnisse von Pilotballon-Aufstiegen in Amazonien. In: Das Wetter, Aßmann-Sonderheft, 1915, S. 110–113.
- Umberto Nobile, Franz Běhounek, Arthur Berson, Leonid Breitfuß u. a.: Die Vorbereitungen und die wissenschaftlichen Ergebnisse der Polarexpedition der „Italia“. In: Petermanns Mitteilungen, Ergänzungsheft 205, 1929.
- Arthur Berson, Rudolf L. Samoilowitsch, Ludwig Weickmann: Die Arktisfahrt des Luftschiffes „Graf Zeppelin“ im Juli 1931. Wissenschaftliche Ergebnisse. Internationale Gesellschaft zur Erforschung der Arktis mit Luftfahrzeugen (Aeroarctic). In: Petermanns Mitteilungen, Ergänzungsheft 216, 1933, S. 1–113.